# Derib

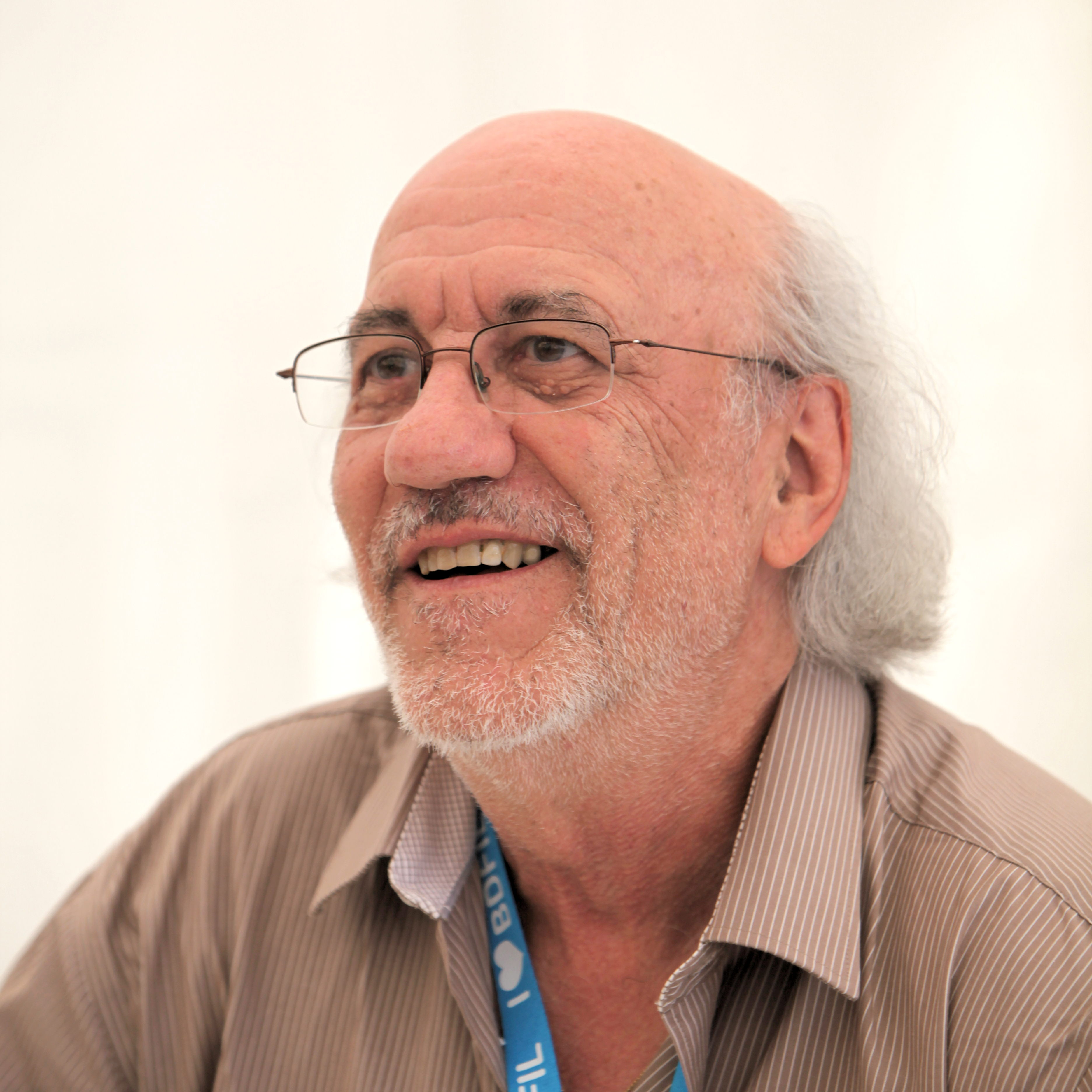
Derib, 2016

Derib (eigentlich Claude de Ribaupierre; * 8. August 1944 in La Tour-de-Peilz, Kanton Waadt) ist ein Schweizer Comiczeichner. Er publizierte mehr als fünfzig Comicalben.

## Werdegang
1965 trat Derib in das Studio von Peyo ein, an dessen Erfolgsserie Die Schlümpfe er bis 1970 mitarbeitete. Noch im gleichen Jahr realisierte er nach fremden Szenarien mehrere Folgen der Serie Oncle Paul für das Magazin Spirou. Im Jahre 1967 erschienen mit den Auftaktbänden von Attila und von der im Stil der École Marcinelle gehaltenen Funny-Reihe Die Abenteuer von Pythagoras seine ersten albumlangen Arbeiten. Beide Serien zeigen noch deutlich den Einfluss seines grossen Vorbilds Peyo.

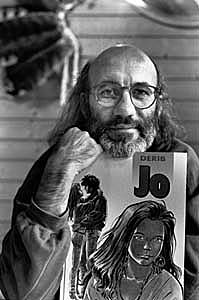
Derib mit seinem Comic Jo, um 1991

Nachdem Derib 1970 in die Schweiz zurückgekehrt war, änderte er seinen Stil. Das erste Projekt war Yakari, das bis 2016 nach Szenarien von Job (alias André Jobin) entstand. Ab Band 40 wird Derib dann mit Joris Chamblain an der Serie arbeiten. Die Serie handelt von dem Indianerjungen Yakari, der mit Tieren sprechen kann. Yakari richtete sich zwar – wie Deribs bisherige Arbeiten – an Kinder, aber mit dem Thema der Serie hatte er ein neues Sujet erprobt, dem er in so gut wie allen seinen folgenden Erzählungen immer wieder neue Seiten abgewinnen sollte: Die Welt und das Leben der Indianer, hauptsächlich die Sioux-Stämme. Am deutlichsten formulierte er seine Vorstellungen über das Verhältnis von «weisser» und «roter» Kultur in seiner wohl erfolgreichsten Reihe Buddy Longway, die er seit 1972 für Tintin zeichnete sowie in der Trilogie Der Weg des Schamanen und der vierteiligen Serie Red Road, die sich mit dem Genozid an den Indianern und dessen Nachwirken in der Gegenwart beschäftigt. Für Red Road wurde er 1994 mit dem Max-und-Moritz-Preis der besten deutschsprachigen Publikation ausgezeichnet.
In den 1990er-Jahren begann er zusätzlich mehr sozialmotivierte Comics zu zeichnen. So 1991 Jo, den ersten veröffentlichten Comic über AIDS, und 1995 mit Pour toi, Sandra einen Comic über die Prostitution.

## Werke (Auswahl)
- Attila (1967–1973)
- Yakari (1969–)
- Go West (1971–1978)
- Buddy Longway (1972–2006)
- Der Weg des Schamanen (1981–1985)
- Red Road (1988–1998)
- Jo (1991)
- Pour toi Sandra (1996)
- No limits (2000)
- Dérapages (2009)
- Tu seras reine (2012)

## Ausstellungen
- 2014: Go West! Der Blick des Comics gen Westen. Special: Der Westschweizer Zeichner Derib und sein Kultwerk Yakari., Cartoonmuseum Basel.[2]